# Moravské kovárny
Moravské kovárny, a.s. (zkráceně MOKOV) jsou akciová společnost se sídlem v Jihlavě. Vyrábí zápustkové kování výkovků z oceli pro automobilový průmysl. Přes 90 % produkce jde na export.
Jediným akcionářem, se 100% podílem, je rodinný podnik PENN Gesellschaft m.b.H. se sídlem v rakouské Kremži. Počet zaměstnanců je dlouhodobě stabilní, pouze s výkyvy v návaznosti na hospodářský vývoj ekonomiky.

## Historie
Společnost byla založena 1. dubna 1920 jako ZALABEK A SPOL, roku 1923 došlo ke změně majitele i názvu na KOTVA Polak & Hopp KG. Během druhé světové války se firma specializovala na zbrojní průmysl. V roce 1948 byla znárodněna firma Polák a Hopp, čímž vznikl závod Zbrojovky Brno a opět začala vyrábět zápustkové výkovky. V roce 1953 se podnik osamostatnil a poprvé získal název Moravské kovárny, o pět let později byl přičleněn pod ZBROJOVKU Vsetín. V letech 1969–1974 byl vybudován nový areál v Hruškových Dvorech. V roce 1976 byl závod začleněn pod názvem Kovolit k národnímu podniku Kovolit Modřice. 1. ledna 1989 získala firma částečnou samostatnost a původní název Moravské kovárny. V letech 1990–1992 probíhala privatizace společnosti, kterou získala rakouský podnik PENN Ges.m.b.H. V roce 2014 nově postavená administrativní budova vyhrála dílčí ocenění v soutěži Stavba Vysočiny a získala rovněž cenu veřejnosti.